# Iaai
Pour les articles homonymes, voir Iaai (homonymie).
Le iaai (parfois iai ou yai) est une langue océanienne parlée à Ouvéa (Nouvelle-Calédonie). L'une des 28 langues kanak, le iaai compte 3 821 locuteurs, selon le recensement de la population de 2014.
Les spécialistes de cette langue sont †Françoise Ozanne-Rivierre (LACITO-CNRS) et Anne-Laure Dotte (Univ. de Nv-Calédonie).

## Caractéristiques linguistiques

Monophthongues du iaai sur un diagramme des voyelles, établi par Maddieson & Anderson (1994)

On y retrouve les principales caractéristiques des langues austronésiennes : 
- le redoublement (par exemple xaü : taper avec le plat de la main, gifler ; xaüxaü : tapoter pour endormir) ;
- contrairement aux langues polynésiennes et un grand nombre d'autres langues austronésiennes, le iaai se caractérise par une plus grande diversité phonologique, avec notamment 37 consonnes et 10 voyelles qui peuvent être brèves ou longues.

Le iaai a fortement influencé le faga uvea, la langue polynésienne parlée dans la même île.